# Rocco (famiglia)
Quella dei Rocco è una antica casata originaria di Napoli, nota per il contributo dato alle Case Regnanti di Napoli, dagli Svevi agli Angioini, agli Aragonesi, agli Asburgo di Spagna e poi d’Austria, alla Dinastia dei Borboni.
I suoi esponenti, ascritti sin dal XIII secolo al Seggio de’ Rocchi di Somma Piazza e poi (con la riduzione dei Seggi da 29 a 5) a quello di Montagna, insigniti del titolo di nobili e patrizi napoletani occuparono nei Regni di Napoli e delle Due Sicilie "importanti cariche, in Corte ed uffici pubblici, nelle Milizie, nelle assemblee e nelle magistrature, ove ebbero giureconsulti insigni, ma soprattutto in campo militare come recita il decreto di concessione del titolo di Principe rilasciato nel 1641 dal Re di Spagna Filippo IV".
Dalla seconda metà del Cinquecento, un ramo collaterale si stabilì a Lettere, dove acquisì il titolo di famiglia Patrizia di quella città, e un altro ramo ancora a Lucera:  nel tempo entrambi progressivamente si estinsero.
Alla linea principale Napoletana, che si trasferirà stabilmente in Casoria dopo la rivolta di Masaniello del luglio 1647, fu conferito come detto nel 1641 il titolo di Principe di Torrepadula in terra d’Otranto nella persona di Carlo, figlio di Cesare e di D. Ippolita Carafa della Spina.

## L'epoca angioina (1266 - 1442). Il Seggio dei Rocchi ed il Seggio di Montagna
La storia della famiglia Rocco è stata oggetto di studio, già dalla fine del XVI secolo, da parte dei più importanti genealogisti del Mezzogiorno d'Italia.
I primi membri della famiglia Rocco ad essere citati nelle cronache d'epoca furono due esponenti che dopo il 1266 fecero parte dei finanziatori di Carlo I d'Angiò, ottenendo in cambio posizioni di privilegio nell'ambito della corte angioina:
- Guido († 3 ottobre 1267), dapprima Consigliere del Re[2], divenne presto Maestro Ciambellano[3][4][5] e fu successivamente inviato presso vari Paesi esteri come Ambasciatore del Sovrano.[2] Per effetto delle benemerenze maturate, Carlo I d'Angiò concesse a Guido Rocco ed ai suoi discendenti il diritto di essere seppelliti presso una cappella della Basilica di San Lorenzo Maggiore, appena ingrandita e rinnovata, dove "molte onorate sepolture di marmo fanno fede dell'antichità e nobiltà insieme della famiglia Rocco, tra le quali una ve n'era (...) nella quale si leggeva quest'epitaffio"[3]:

- Filippo, venne ricordato tra quelli che ancora nel 1272 anticipavano denari per sovvenzionare le imprese militari di Carlo d'Angiò[4][6] e "tutti i suoi bisogni, aiutato da altri mercadanti gentil'uomini" della riviera amalfitana[7].

La famiglia già sotto gli Svevi (1195-1265) godeva del rango della nobiltà cittadina e il privilegio di sovraintendere alla gestione del Seggio di Somma Piazza (o Capo Piazza)", uno dei ventinove sedili in cui - all'epoca di Carlo I - era ripartita la città di Napoli, i cui rappresentanti si riunivano periodicamente presso il convento di San Lorenzo Maggiore per assumere determinazioni nell'interesse della comunità .
Per la primazia esercitata dalla famiglia Rocco, il Seggio di Somma Piazza era conosciuto anche come "Seggio dei Rocchi". La sede del sedile era situata nella regione più alta del centro antico della città, a ridosso del decumano superiore, nei pressi dello slargo dove in seguito fu costruita la chiesa di San Giuseppe dei Ruffi. La zona era denominata anche "Pozzo Bianco", poiché nei pressi insisteva un antico formale che la tradizione associava al mito virgiliano.
Quando Re Roberto d'Angiò portò a termine la riforma dei sedili, riducendone il numero a sei (cinque seggi riservati alla nobiltà cittadina ed un sesto per i rappresentanti del popolo), il Seggio di Somma Piazza fu ricompreso nel Sedile di Montagna.
Anche sotto Carlo II  "furono i Rocchi sempre impiegati ne servigi dei loro Re naturali":
- Marino, Dottore in Legge, anch'egli scelto dal Re quale suo Consigliere ed Ambasciatore[3][4];
- Giovanni, militare, nominato dal Re Maestro Maresciallo e ricompreso tra gli "inquisitori dei feudatari" (funzione periferica che aveva il compito di controllare l'operato dei titolari dei feudi)[4] nel 1285. "Per i suoi servigi ricevé dal Re in dono il Castello di Rocca di Baucia".[6][11]

Nel periodo di re Roberto d'Angiò emersero, tra gli altri:
- Marco, "dotto giureconsulto"[5] che inaugurò la tradizione familiare di esimi uomini di legge e che arrivò a ricoprire, nel 1332, la carica di Giudice della Gran Corte della Vicaria, la prima magistratura di appello di tutte le corti del Regno di Napoli per le cause criminali e civili. Conobbe diffusa popolarità poiché si fece promotore e autore di una legge che perseguiva "coloro che - sotto colore di matrimonio - rapivano le donzelle vergini"[4][5][6][11];
- Nardo († 1335), militare, fu nominato "Giustiziere" in Terra di Lavoro (antica denominazione della provincia di Caserta) che, ci informa Tutini, "tanto era, quanto Viceré di quella provincia"[4][5][6][11]. Anche di Nardo Rocco si conservava memoria di una tomba all'interno di San Lorenzo Maggiore, recante la seguente iscrizione:[12]

- Luca, militare e "Cavaliere preclarissimo, fu etiandio di molta stima di Re Roberto"[3] e per questo inviato come "Capitano a guerra" presso la città di Santa Severina in Calabria[13], ovvero quale Prefetto della Città e Governatore politico e militare[4][5].

Nell'interregno della Regina Giovanna I  trovarono spazio nelle citazioni dei cronisti e dei genealogisti Simone, cavaliere citato in un indulto reale del 1380 e Francesco, anch'egli ricompreso tra i giudici della Gran Corte della Vicaria.
Sotto Re Ladislao I assunsero rilievo:
- Andrea, militare, che, quando il sovrano determinò la riorganizzazione della Regia Camera della Sommaria, fu nominato "Maestro Razionale" ed entrò a far parte della Magna Curia Magistrorum Rationarum ovvero del massimo organo di revisione dei conti del Regno[4][5][6][11]. Il rango rivestito dava diritto anche ad Andrea Rocco di essere sepolto nella cappella familiare di San Lorenzo Maggiore, sotto una lapide - anch'essa persa a seguito delle ristrutturazioni di fine '400 - molto consumata dal tempo, tanto di non consentire di rilevarne la data di morte:[14]

- Marino, "Ambasciatore in corti straniere"[5], al quale per i servigi resi fu conferito il cavalierato dell'Ordine della Leonza (o Leonessa)[6][11][15].

Al tempo della Regina Giovanna II, Bartolomeo seguì le orme del suo avo Andrea e divenne a sua volta Maestro Razionale della Camera della Sommaria. Nel 1417 fu incaricato di sovraintendere alla revisione dei confini delle varie universitates del Regno ed in particolare di risolvere una vertenza di confini tra l'Agro aversano e quello di Capua.

## L'epoca aragonese (1442 - 1516): da Simonello a Giacomo Rocco

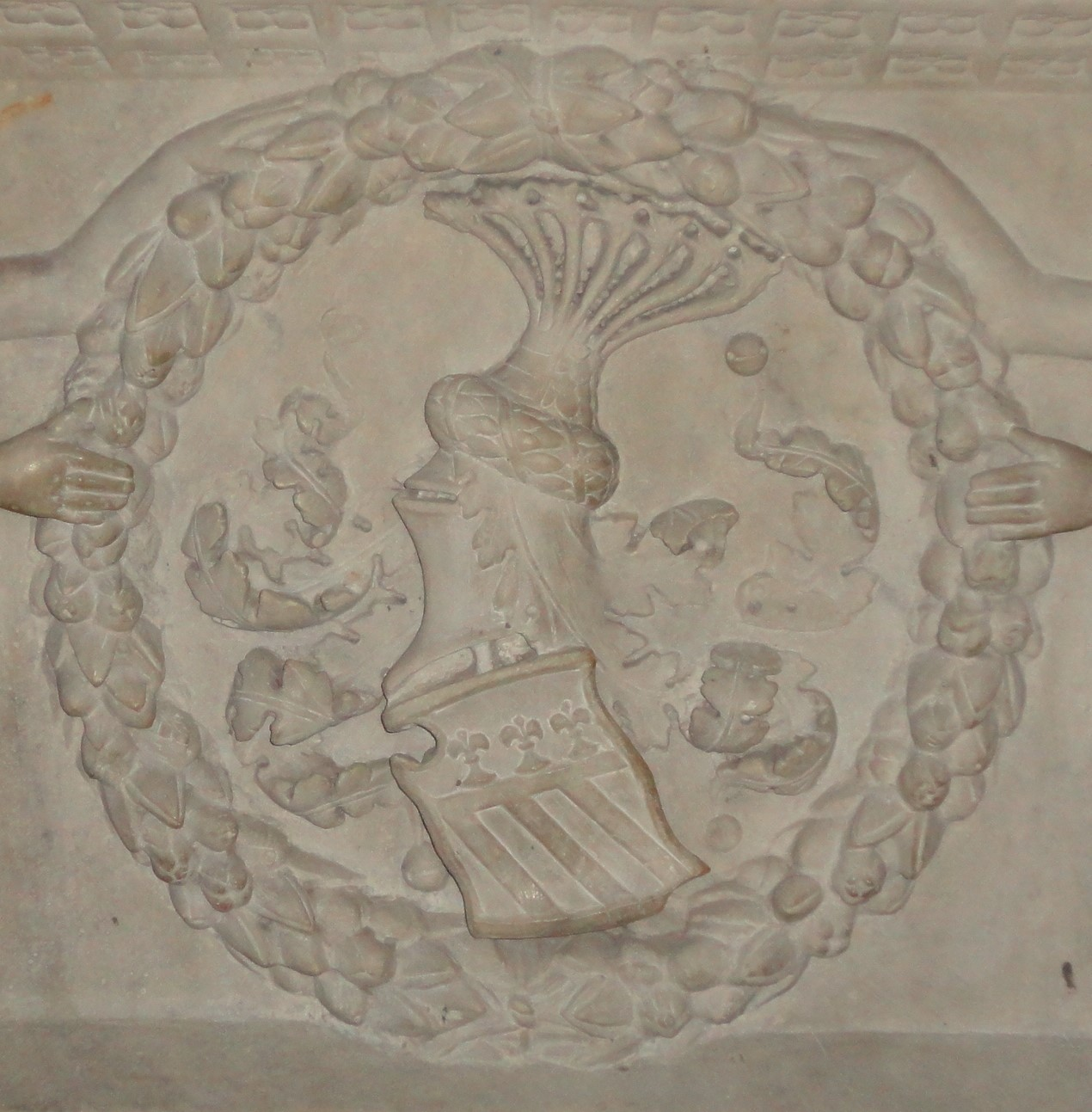
Particolare dello stemma della famiglia Rocco

Anche sotto la dominazione aragonese la famiglia Rocco continuò a fornire esponenti di primo piano nelle gerarchie civili, giudiziarie e diplomatiche del Regno di Napoli.
Di quel periodo, si ricordano, in particolare:
- Simonello (o Simonetto), militare, "Cavaliero e Consigliero di re Alfonso I"[13], rivestì varie cariche della gerarchia nell'ordinamento civile e giudiziario aragonese, fino a diventare Presidente della Regia Camera della Sommaria e, sotto Ferdinando I, Consigliere di Stato. Sposò Francesca Ferrillo dei Conti di Muro, dalla quale ebbe ben dodici figli[2][3][4][5][6][11];
- Mattia, primogenito di Simonello, anch'egli membro di rilievo della corte aragonese, al quale Ferdinando I donò il feudo di Casella in Principato Citra (secondo alcuni corrispondente alla Rocca di Caselle in Pittari, in provincia di Salerno, già appartenuta al ribelle Guglielmo Sanseverino Conte di Capaccio e a questi requisita dal demanio dopo la repressione della "Congiura dei Baroni"), concedendo a sé e ai suoi successori il baronato di quel centro[5][6][11];
- Giacomo († 1503), quintogenito di Simonello, a buon diritto considerato come l'esponente di maggior rilievo della famiglia, almeno per i primi quattro secoli di storia della casata. Collaboratore di primo piano di Re Federico, Ambasciatore della Casa aragonese in Egitto e Turchia, fu protagonista di delicate missioni diplomatiche tra il 1501 ed il 1503, tra il periodo di interregno della Casa Valois-Orléans e la riconquista del Regno di Napoli da parte di Ferdinando il Cattolico, a cui Giacomo prestò giuramento di fedeltà il 23 maggio 1503, pochi mesi prima di morire. Nella sua carriera diplomatica ebbe la singolare ventura di servire ben quattro re aragonesi (Alfonso I, Ferrante I, Alfonso II, Ferdinando il Cattolico); in ricordo di ciò, qualche tempo dopo lo stemma di famiglia fu arricchito del cimiero da Patrizio napoletano, decorato da quattro grandi piume, ognuna caricata da una corona regale. La circostanza è eternata anche nei bassorilievi e nell'iscrizione che decorano il sarcofago marmoreo che ancora oggi si può ammirare presso uno degli ingressi laterali di San Lorenzo Maggiore:[3][6][11][13][16][17][18][19]

- Fra Rafaele, Vescovo di Lucera e poi di Capri.

Detto di Fra Girolamo Rocco e dei suoi nipoti Fabio, Marcello, Annibale e Ferrante, militari, cavalieri dell'Ordine dell'Ospedale di San Giovanni di Gerusalemme alla fine del Quattrocento, ed in particolare gli ultimi due, che si distinsero in alcune delle battaglie contro i Turchi, nei primi decenni del secolo successivo conobbe altresì posizioni di rilievo Giovanni Tommaso, "Cavaliere della Corte di Ferdinando I" che rivestì la carica di Regio Ciambrerio (o Cimbrerio o Assimbrerio) ovvero l'alto incarico di deputato alla convocazione dei "parlamenti regali e assemblee che si facevano in Regno".

## L'epoca degli Asburgo di Spagna (1516 - 1650): da Decio a Carlo Rocco
Dopo la morte di Ferdinando III, i territori legati alla Corona d'Aragona passarono alla Casa d'Asburgo, che tramandò il Regno di Napoli attraverso la sua linea spagnola, iniziata da Carlo V (che come Re di Napoli assunse l'ordinale di Carlo IV).
Assunsero rilievo in quel periodo le figure di:
- Pietro († 1518), cavaliere dell'Ordine della Leonza, che sposò Porfida Molosacchia (o Musacchia, o Musachi), principessa di sangue reale della stirpe dei Comneno Ducas, in quanto figlia di Giovanni Musachi despota dell'Epiro, ritiratosi a Napoli nel 1476 dopo la definitiva conquista del despotato da parte degli Ottomani[21]. Anche Pietro e Porfida furono seppelliti in San Lorenzo Maggiore e la loro storia succintamente raccontata nell'epigrafe posta sul sacello funebre[6][11][22][23][24]:

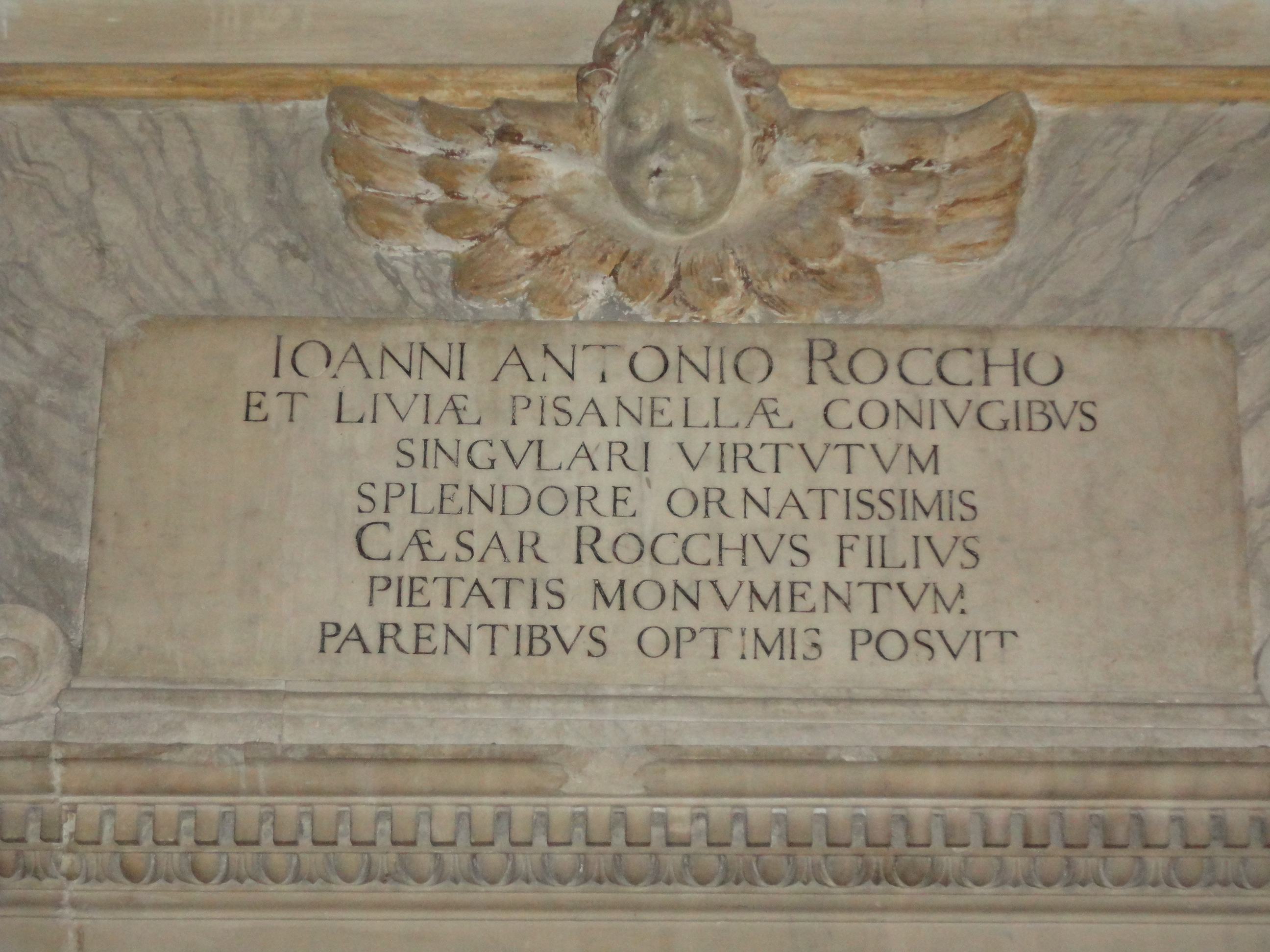
Epigrafe dedicata a Giovanni Antonio Rocco presso la Basilica di San Lorenzo Maggiore in Napoli

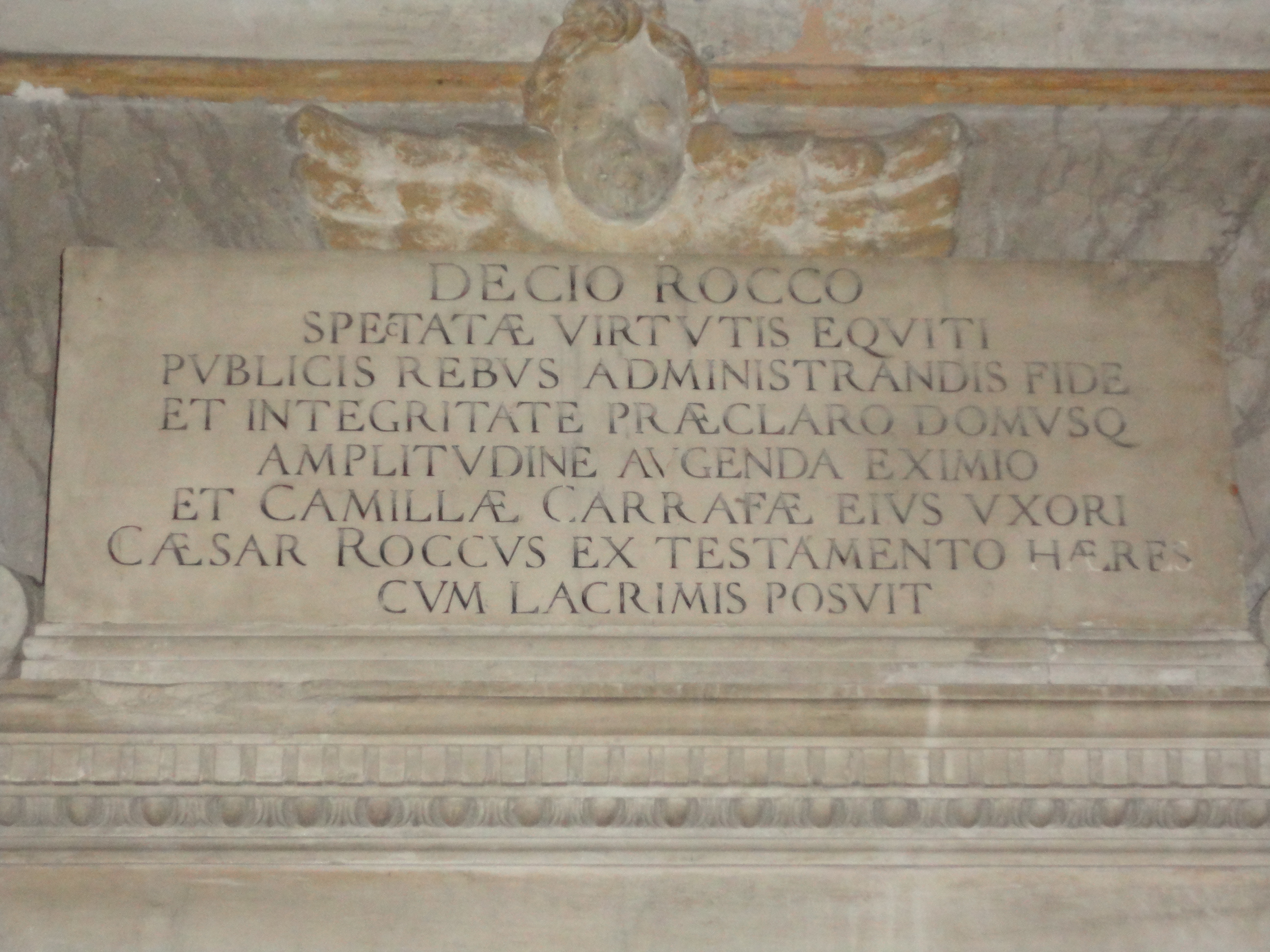
Epigrafe dedicata a Decio Rocco presso la Basilica di San Lorenzo Maggiore a Napoli

- Francesco, che fu "savio amministratore della cosa pubblica"[26] e "Cavalier assai lodato né maneggi de' publici affari della Città e testimonio ne fu la sua morte pianta e compassionata da tutti i buoni"[11]. Quale rappresentante del Seggio di Montagna, fu chiamato a far parte - insieme ad altri due Rocco, Giovanni Simone e Pietro - della cerimonia solenne dell'ingresso trionfale di Carlo V a Napoli, il 25 novembre 1535[27]. Il ruolo di primo piano rivestito dai tre Rocco in quella circostanza fu sottolineato dal poeta coevo Giovanni Battista Pino[28] nella sua opera maggiore Triompho di Carlo Quinto a’ cavalieri et alle donne napoletane, edito a Napoli l'anno successivo, nel quale si leggono i seguenti versi, tra quelli che descrivevano le maggiori personalità napoletane, in attesa dell'arrivo dell'Imperatore d'Asburgo:[26]

- Decio, militare, figlio di Giovanni Antonio e Livia Pisanelli, fu "Preside e Governatore delle Provincie di Capitanata e Contado di Molise[4][6][11] presso il capoluogo di quei territori, Lucera. Nel 1591 e 1593 fu deputato al Parlamento Generale di Napoli, in rappresentanza del Seggio di Montagna.[29] Sposò Camilla Carafa della Spina, dalla quale non ebbe figli. Ancora oggi la cappella di famiglia in San Lorenzo Maggiore, adornata dello stemma congiunto bipartito Rocco-Carafa, ospita la tomba dei due con l'iscrizione:[30]

- Cesare, militare, citato nell'epigrafe precedente, fratello di Decio e suo "erede per testamento", sposò Ippolita Carafa della Spina, sorella della cognata Camilla, dalla quale ebbe dodici figli "cavalieri degnissimi tra quanti ne nacquero in questa Città di Napoli".[31] Cesare Rocco fu militare di professione, dapprima "Capitano di una Compagnia di 300 lance albanesi"[4] e poi "Governatore di otto Compagnie d'Infanterie Napoletane", con le quali fu tra i protagonisti di alcuni fatti d'arme dell'esercito napoletano nei territori lombardi.[4][6] Tornato a Napoli, Cesare fu eletto al Parlamento Generale di Napoli, dapprima come Deputato per il Seggio di Montagna (1586)[32] e successivamente come Sindaco (1621).[33] Essendosi dimostrato anche "nei magistrati civili, operoso e solerte ed eloquentissimo nei parlamenti",[24] gli fu concesso il feudo di Montedimezzo[34] in Molise ed il titolo nobiliare di barone.

Dei dodici figli di Cesare Rocco e Ippolita Carafa furono ricordati Bernardo, Razionale della Regia Camera della Sommaria, Ottavio, che seguì le orme militari paterne "militando in Fiandra, Alemagna e Ungheria, nei quali combattimenti si segnalò per tratti di valore", e sotto Ambrogio Spinola ebbe "al suo comando più di mille soldati e tiene oggi (1644) l'incarico di Sergente Maggiore del Battaglione nella Provincia di Terra d'Otranto", Fra Gennaro dei Conventuali Francescani, "Diffinitore Generale perpetuo" nella provincia di Napoli (massima carica locale dell'Ordine), curatore della Basilica di San Lorenzo Maggiore e promotore di cospicui restauri della chiesa, che recuperò da rovina certa. Fra Gennaro Rocco fu altresì ricordato dal Capecelatro per essere stato protagonista in un episodio della rivolta popolare del 1647:

## La Cappella Rocco in San Lorenzo Maggiore a Napoli
In questa antica Basilica paleocristiana [3], fatta rinnovare e ampliare da Carlo I d’Angiò nel XIII sec., molte sono le presenze di lapidi ed epitaffi di tanti personaggi Rocco del Seggio di Montagna storicamente noti nella tradizione erudita napoletana.
La prima di cui abbiamo traccia è il sepolcro di Guido Rocco, sulla quale si leggeva un epitaffio che ne attestava la morte nel 1267:
Hic jacet magnificus et estrenuus vir dominus Guidus Roccus de Neapoli,
Magister Ciamberlanus Serenissimi et Incliti Regis Carolus I.
Qui obiit Anno Domini 1267, 3 nonas Octob.
Jacobus Roccus eius nepos F. F.
di Jacopo, figlio di Simonello, Consigliere di Re Alfonso I, è ben visibile il grande sepolcro-sediale, oggi collocato nel vano di uscita della Basilica verso Via de’ Tribunali, con l’iscrizione:
Iacobus Rocchus Patritius Neapolitanus
postquam Aragoneis Quator Regibus et Apud
Turcas et Aegyptios atque alios fidelissime
servivit, domum rediens hoc sibi condidit
MDIII
Il Filangieri (volumi II e III dei suoi Documenti) riporta il documento di allogagione del sediale, così commissionato il 12 ottobre 1500 da Jacopo a Francesco da Milano:
“sediale unum cum cantaro de marmore gentili et necta cum armis eiusdem Jacobi " e posto nella Cappella di San Gerolamo concessa a Jacopo nel 1502.
Numerosi storici Napoletani, tra cui il Terminio nella sua “Apologia dei Tre Seggi Illustri di Napoli, 1581” e il Tutini nel suo “Supplimento all’Apologia del Terminio, 1644” [11] trattano di questo “Epitafio dove si fa menzione de’ suoi servigi fatti a quattro Re della Casa d’Aragona, da cui discende il diritto di utilizzo nella divisa e nello scudo delle armi di quattro Regali Corone, testimonj perpetui del suo merito e della sua fedeltà.” Diritto esercitato come evidente dallo stemma riportato dal Padiglione, come oggi utilizzato dalla famiglia.
La presenza più significativa dei Rocco in San Lorenzo Maggiore è tuttavia la Cappella di famiglia.  Di essa non è facile risalire ad una data precisa, ma vista la già iniziale destinazione della Basilica a luogo di culto del Seggio di Montagna, potrebbe risalire alla sua fondazione.
Come detto, di certo si sa che la Cappella di San Girolamo "fu conceduta a Jacopo Rocco nel 1502".
Da questa cappella seguì un trasferimento nella Cappella dell’Hecce Homo, la quinta sul lato destro della navata,  descritta come “...tutta posta in oro ove si leggono antichi epitaffi, come la concessione Papale di un:
Altare Privilegiatum ad animas et Purgatorijs poenas eripiendas,
olim Ara S. Stephani Prothomartiris,
Gregorj XIII. ad preces Ioannis Antonj Rocchi concessum.”
In questa Cappella è la tavola della Lapidazione di S. Stefano, di Gio. Bernardo Lama.
L’ultimo spostamento è del 1610 nella Cappella dedicata a San Rocco, la quarta sul lato destro della navata, ottenuta  “...lasciando al Convento docati mille tanto per lo suolo della cappella quanto per la dotazione accomodazione stucco e doratura della medesima” e “trasferendo dalla loro precedente Cappella dell’Hecce Homo il loro già citato Altare Privilegiato e la tavola di Gio.Bernardo Lama sulla parete in cornu evangelii”.
In questa stessa Cappella, importante è la grande cona d’altare in terracotta sulla parete centrale, in origine completamente dipinta e dorata. È da attribuirsi ad un artista probabilmente lombardo della metà del ‘400 e se ne è ipotizzato ma poi escluso un intervento di Luca della Robbia.
Dice lo storico D’Engenio Caracciolo: “Bella è la Cappella dell’Altar privilegiato, qual è della famiglia Rocco nobile del Seggio di Montagna, ove sono due sepolcri di marmo…”  quello di Gio.Antonio Rocco con la moglie Livia Pisanelli e quello di Decio Rocco con la moglie Camilla Carafa, eretti da Cesare figlio dei primi e fratello-cognato dei secondi.
Di fronte alla Cappella sul pavimento, scolpito in marmo è posto lo stemma inquartato Rocco e Carafa della Spina.

## Disimpegno dal Seggio di Montagna
Il clima di incertezza che si respirava a Napoli all'inizio del Seicento, per le sempre più frequenti crisi pestilenziali che affliggevano il golfo e per la situazione politica e di ordine pubblico, che lasciava presagire i sommovimenti popolari che sarebbero drammaticamente esplosi alla metà del secolo, indusse molte famiglie nobili a cercare fuori dai confini della capitale del Regno altre forme di interesse e di investimento fondiario.
I Rocco non fecero eccezione e a partire dalla generazione di Decio e Cesare, i primi che - grazie agli incarichi pubblici rivestiti - avevano potuto rendersi conto delle potenzialità offerte da altri territori, cominciarono a diffondersi dapprima nei centri circostanti la capitale e, poco dopo, anche in altre provincie del Regno. In particolare, i primi possedimenti degli eredi di Cesare furono quelli di Casoria, dove - come si vedrà - la linea principale della famiglia si assesterà nei secoli successivi, pur mantenendo l'inevitabile legame con Napoli.
Il trasferimento degli interessi principali della casata portò tuttavia al graduale, inevitabile disimpegno dalla gestione del Seggio di Montagna, culminato all'indomani dei moti popolari del 1647. Per questo motivo alcuni cronisti e genealogisti di fine Seicento dissero "estinta" la famiglia Rocco, intendendo per questo la rinuncia all'appartenenza e quindi alla gestione del Seggio di Montagna.

### Il ramo di Casoria e il principato di Torrepadula

#### Carlo Rocco, il primo Principe
L'ultimo Rocco a rivestire cariche pubbliche nell'ambito del Seggio di Montagna fu Carlo (*1 settembre 1588 - † 22 gennaio 1651), militare, figlio primogenito di Cesare, che intorno al 1620 fu eletto dal Patriziato napoletano nel "Corpo della Città di Napoli" (la giunta municipale ante litteram) e più tardi nominato Giudice della Gran Corte della Vicaria per il quadriennio 1623 / 1626.
Per i meriti acquisiti al comando di truppe spagnole nel ducato di Milano, il sovrano Filippo IV dapprima lo insignì del cavalierato dell'Ordine di Calatrava - una delle massime onorificenze della monarchia spagnola - quindi lo nominò "Regio consigliere" e successivamente, con privilegio del 13 febbraio 1641, lo investì del titolo di Principe di Torrepadula.  Il provvedimento regio, nel riconoscere l'"antica nobiltà della sua casa, dei meriti militari suoi e di suo padre e dei suoi maggiori, e dei servigi resi alla Corona", recava anche l'ambita qualifica onoraria di "consanguineo fedele diletto" del re.
|                                                                                         |                                                                                         |                                                                      |                                                                      |                                                                                  |                                                                                  |                                                                                |                                                                                |                                                                  |                                                                  |                        |
|                                                                                         |                                                                                         |                                                                      |                                                                      | Andrea(†1390?)[6][9] Maestro Razionale di Ladislao I                             |                                                                                  |                                                                                |                                                                                |                                                                  |                                                                  |                        |
|                                                                                         |                                                                                         |                                                                      |                                                                      |                                                                                  |                                                                                  |                                                                                |                                                                                |                                                                  |                                                                  |                        |
|                                                                                         |                                                                                         |                                                                      |                                                                      |                                                                                  |                                                                                  |                                                                                |                                                                                |                                                                  |                                                                  |                        |
|                                                                                         |                                                                                         |                                                                      |                                                                      | Simonello (†14..)[13] Presidente della Camera della Sommaria Barone di casella   |                                                                                  |                                                                                |                                                                                |                                                                  |                                                                  |                        |
|                                                                                         |                                                                                         |                                                                      |                                                                      |                                                                                  |                                                                                  |                                                                                |                                                                                |                                                                  |                                                                  |                        |
|                                                                                         |                                                                                         |                                                                      |                                                                      |                                                                                  |                                                                                  |                                                                                |                                                                                |                                                                  |                                                                  |                        |
|                                                                                         |                                                                                         | Mattia Barone di Casella                                             | Mattia Barone di Casella                                             | Giacomo (†1503) Ambasciatore presso quattro re aragonesi                         | Giacomo (†1503) Ambasciatore presso quattro re aragonesi                         | Giovanni Tommaso Regio Ciambrerio Barone di Baucia                             | Giovanni Tommaso Regio Ciambrerio Barone di Baucia                             |                                                                  |                                                                  |                        |
|                                                                                         |                                                                                         |                                                                      |                                                                      |                                                                                  |                                                                                  |                                                                                |                                                                                |                                                                  |                                                                  |                        |
|                                                                                         |                                                                                         |                                                                      |                                                                      |                                                                                  |                                                                                  |                                                                                |                                                                                |                                                                  |                                                                  |                        |
|                                                                                         | Giovanni Ferdinando Barone di Casella                                                   | Giovanni Ferdinando Barone di Casella                                | Giovanni Antonio                                                     | Giovanni Antonio                                                                 |                                                                                  |                                                                                |                                                                                |                                                                  |                                                                  |                        |
|                                                                                         |                                                                                         |                                                                      |                                                                      |                                                                                  |                                                                                  |                                                                                |                                                                                |                                                                  |                                                                  |                        |
|                                                                                         |                                                                                         |                                                                      |                                                                      |                                                                                  |                                                                                  |                                                                                |                                                                                |                                                                  |                                                                  |                        |
|                                                                                         |                                                                                         | Decio (†1610) Governatore di Capitanata e Molise                     | Decio (†1610) Governatore di Capitanata e Molise                     | Cesare (†1625) Barone di Montedimezzo                                            | Cesare (†1625) Barone di Montedimezzo                                            |                                                                                |                                                                                |                                                                  |                                                                  |                        |
|                                                                                         |                                                                                         |                                                                      |                                                                      |                                                                                  |                                                                                  |                                                                                |                                                                                |                                                                  |                                                                  |                        |
|                                                                                         |                                                                                         |                                                                      |                                                                      |                                                                                  |                                                                                  |                                                                                |                                                                                |                                                                  |                                                                  |                        |
|                                                                                         |                                                                                         | Carlo (*1558-†1651) I Principe di Torrepadula (1641) Rinuncia (1649) | Carlo (*1558-†1651) I Principe di Torrepadula (1641) Rinuncia (1649) | Giovanni (*1559-†1652) Si trasferisce a Casoria (1610)                           | Giovanni (*1559-†1652) Si trasferisce a Casoria (1610)                           | Ottavio                                                                        | Ottavio                                                                        |                                                                  |                                                                  |                        |
|                                                                                         |                                                                                         |                                                                      |                                                                      |                                                                                  |                                                                                  |                                                                                |                                                                                |                                                                  |                                                                  |                        |
|                                                                                         |                                                                                         |                                                                      |                                                                      |                                                                                  |                                                                                  |                                                                                |                                                                                |                                                                  |                                                                  |                        |
|                                                                                         |                                                                                         |                                                                      |                                                                      | Agostino                                                                         | Agostino                                                                         | Ippolita (†1672) Principessa di Trebisacce (1655) 1                            | Ippolita (†1672) Principessa di Trebisacce (1655) 1                            |                                                                  |                                                                  |                        |
|                                                                                         |                                                                                         |                                                                      |                                                                      |                                                                                  |                                                                                  |                                                                                |                                                                                |                                                                  |                                                                  |                        |
|                                                                                         |                                                                                         |                                                                      |                                                                      |                                                                                  |                                                                                  |                                                                                |                                                                                |                                                                  |                                                                  |                        |
|                                                                                         |                                                                                         |                                                                      |                                                                      | Giovanni(*1611) II Principe                                                      |                                                                                  |                                                                                |                                                                                |                                                                  |                                                                  |                        |
|                                                                                         |                                                                                         |                                                                      |                                                                      |                                                                                  |                                                                                  |                                                                                |                                                                                |                                                                  |                                                                  |                        |
|                                                                                         |                                                                                         |                                                                      |                                                                      |                                                                                  |                                                                                  |                                                                                |                                                                                |                                                                  |                                                                  |                        |
|                                                                                         |                                                                                         |                                                                      |                                                                      | Giuseppe(*1639) III Principe                                                     |                                                                                  |                                                                                |                                                                                |                                                                  |                                                                  |                        |
|                                                                                         |                                                                                         |                                                                      |                                                                      |                                                                                  |                                                                                  |                                                                                |                                                                                |                                                                  |                                                                  |                        |
|                                                                                         |                                                                                         |                                                                      |                                                                      |                                                                                  |                                                                                  |                                                                                |                                                                                |                                                                  |                                                                  |                        |
|                                                                                         |                                                                                         |                                                                      |                                                                      | Giovanni(*1660) IV Principe                                                      |                                                                                  |                                                                                |                                                                                |                                                                  |                                                                  |                        |
|                                                                                         |                                                                                         |                                                                      |                                                                      |                                                                                  |                                                                                  |                                                                                |                                                                                |                                                                  |                                                                  |                        |
|                                                                                         |                                                                                         |                                                                      |                                                                      |                                                                                  |                                                                                  |                                                                                |                                                                                |                                                                  |                                                                  |                        |
|                                                                                         |                                                                                         |                                                                      |                                                                      | Marco(*1685) V Principe                                                          |                                                                                  |                                                                                |                                                                                |                                                                  |                                                                  |                        |
|                                                                                         |                                                                                         |                                                                      |                                                                      |                                                                                  |                                                                                  |                                                                                |                                                                                |                                                                  |                                                                  |                        |
|                                                                                         |                                                                                         |                                                                      |                                                                      |                                                                                  |                                                                                  |                                                                                |                                                                                |                                                                  |                                                                  |                        |
|                                                                                         |                                                                                         |                                                                      |                                                                      | Innocenzo(*1731) VI Principe                                                     |                                                                                  |                                                                                |                                                                                |                                                                  |                                                                  |                        |
|                                                                                         |                                                                                         |                                                                      |                                                                      |                                                                                  |                                                                                  |                                                                                |                                                                                |                                                                  |                                                                  |                        |
|                                                                                         |                                                                                         |                                                                      |                                                                      |                                                                                  |                                                                                  |                                                                                |                                                                                |                                                                  |                                                                  |                        |
|                                                                                         |                                                                                         |                                                                      |                                                                      | Marco(*1770-) VII Principe                                                       |                                                                                  |                                                                                |                                                                                |                                                                  |                                                                  |                        |
|                                                                                         |                                                                                         |                                                                      |                                                                      |                                                                                  |                                                                                  |                                                                                |                                                                                |                                                                  |                                                                  |                        |
|                                                                                         |                                                                                         |                                                                      |                                                                      |                                                                                  |                                                                                  |                                                                                |                                                                                |                                                                  |                                                                  |                        |
| Nicola (*1811-†1877)                                                                    | Nicola (*1811-†1877)                                                                    |                                                                      | Giovanni (*1806-†1864) VIII Principe 2Sent. 20.8.1860                | Giovanni (*1806-†1864) VIII Principe 2Sent. 20.8.1860                            |                                                                                  |                                                                                | Gennaro (*1814-†1899)                                                          | Gennaro (*1814-†1899)                                            | Giuseppe (*1815-†1884)                                           | Giuseppe (*1815-†1884) |
|                                                                                         |                                                                                         |                                                                      |                                                                      |                                                                                  |                                                                                  |                                                                                |                                                                                |                                                                  |                                                                  |                        |
|                                                                                         |                                                                                         |                                                                      |                                                                      |                                                                                  |                                                                                  |                                                                                |                                                                                |                                                                  |                                                                  |                        |
| Marco (*1848-†1916) Conte di Torrepadula Deputato dalla XV alla XXI leg. Regno d'Italia | Marco (*1848-†1916) Conte di Torrepadula Deputato dalla XV alla XXI leg. Regno d'Italia | Innocenzo (*1851-†____) IX Principe                                  | Innocenzo (*1851-†____) IX Principe                                  | Marco (*1859-†1938) Deputato XXII e XXIII leg. Regno d'Italia Sindaco di Casoria | Marco (*1859-†1938) Deputato XXII e XXIII leg. Regno d'Italia Sindaco di Casoria | Pietro (*1851-†1898) Deputato XV leg. Regno d'Italia                           | Pietro (*1851-†1898) Deputato XV leg. Regno d'Italia                           | Giovanni (*1853-†1894)                                           | Giovanni (*1853-†1894)                                           |                        |
|                                                                                         |                                                                                         |                                                                      |                                                                      |                                                                                  |                                                                                  |                                                                                |                                                                                |                                                                  |                                                                  |                        |
|                                                                                         |                                                                                         |                                                                      |                                                                      |                                                                                  |                                                                                  |                                                                                |                                                                                |                                                                  |                                                                  |                        |
|                                                                                         | Giovanni (*1874-†1940) X Principe                                                       | Giovanni (*1874-†1940) X Principe                                    | Giuseppe (*1883-†1967) XI Principe 3                                 | Giuseppe (*1883-†1967) XI Principe 3                                             |                                                                                  | Marco (*1887-†1943) Deputato XXV e XXVI leg. Regno d'Italia Sindaco di Casoria | Marco (*1887-†1943) Deputato XXV e XXVI leg. Regno d'Italia Sindaco di Casoria | Luigi (*1894-†1951) Deputato alla Costituente Sindaco di Casoria | Luigi (*1894-†1951) Deputato alla Costituente Sindaco di Casoria |                        |

Discendenza dei Principi di Torrepadula dalla famiglia Rocco del Seggio di Montagna
Stralcio riferito ai soli nominativi citati nel testo

1 Ippolita Rocco, di Ottavio, ottenne da Filippo IV di Spagna l'assenso a trasferire il titolo di Principe sul feudo di Trebisacce, di proprietà del marito Andrea Petagna
2 Con sentenza del Tribunale civile di Napoli del 20 agosto 1860, Giovanni Rocco ottenne il riconoscimento del titolo di Principe di Torrepadula, retroattivo per otto generazioni sulla linea di successione maschile
3 Nel 1940, alla morte del fratello Giovanni, privo di eredi maschi, Giuseppe divenne undicesimo Principe di Torrepadula. Nel 1946, con l'entrata in vigore della Costituzione repubblicana (XIV disposizione transitoria) i titoli nobiliari cessarono di essere riconosciuti. Nel 1954, tuttavia, al principe Giuseppe Rocco il Tribunale civile di Roma riconobbe il diritto all'uso esclusivo del predicato di Torrepadula 
Il titolo di principe, conferito "suosque heredes et successores", era del tutto onorifico: ad esso non corrispondeva un principato reale su cui esercitare lo jus territoriale. Il feudo concesso "sobre dela Turris de Padula enla Provincia de Otranto nel Reyno de Napoles", infatti, oggi Torrepaduli, passò di mano in mano a diversi acquirenti, ma non appartenne mai a casa Rocco: come è stato sottolineato "la concessione del titolo infisso su di un feudo posseduto da altri è rarissima e mostra la speciale benevolenza del sovrano".
La posizione di primazia nelle grazie reali costò a Carlo l'indesiderata attenzione dei rivoltosi del 1647, durante la sollevazione popolare di Masaniello. Agli insorti era giunta voce che il Principe di Torrepadula, in combutta con il Viceré Rodrigo Ponce de Leon, celasse nel suo palazzo l'originale di un decreto di Carlo V che assicurava alla popolazione l'affrancamento da una serie di tasse e gabelle, diceria rivelatasi poi infondata.
Nella furiosa ricerca del documento, che avrebbe fornito sostanza giuridica alle rivendicazioni popolari, "le turbe crudeli ed irragionevoli (si slanciarono) contro di lui (e) non solo gli bruciarono i mobili della sua casa in Napoli, ma gli spianarono un'altra sua casa a Posillipo e gli tagliarono gli alberi fruttiferi e le viti di un nobil podere che ivi aveva.
Nonostante gli attacchi ricevuti e pur potendo ricorrere ai possedimenti della più tranquilla Casoria, Carlo Rocco non si diede alla fuga e rimase fedele al fianco del Viceré, riparato in Castel Nuovo, fino alla conclusione della rivolta.
Gli eventi rocamboleschi vissuti nel periodo rivoluzionario dovettero tuttavia segnargli la vita, facendogli "venire in fastidio il secolo". Decise allora di cambiare drasticamente pagina: "vivente la moglie e rinunciando alle vanità del mondo, si fece degnissimo sacerdote della religione dei Padri chierici regolari dell'Ordine teatino" e "entrò nel chiostro della Santa Maria della Vittoria, ove visse e morì assai esemplarmente".
Non ebbe figli dalla moglie Maria Rossi del Barbazzale, la cui presenza ingombrante non fu probabilmente estranea alla decisione del ritiro monastico, se è vero che il Capecelatro ce la descrive "vecchia, brutta, infermiccia e fastidiosa".
La nuova vita claustrale indusse in Carlo Rocco la rinuncia al titolo principesco che il 2 settembre 1649 decise di trasferire al pronipote Giovanni, nipote del suo omonimo fratello primogenito che già da qualche anno aveva trasferito la casata a Casoria.

#### Il trasferimento del titolo sul feudo di Trebisacce (1655) ed il ritorno ai Rocco di Montagna (1860)
L'atto di rinuncia del titolo in favore di Giovanni rimase però un mero documento notarile, che non venne sottoposto all'assenso del Re, come previsto dall'ordinamento dell'epoca.
Alla morte di Carlo (1651), la validità dell'atto fu contestato dalla nipote Ippolita, che aveva sposato Andrea Petagna, proprietario del feudo di Trebisacce. Ippolita fece istanza al sovrano affinché il titolo di principe di Torrepadula fosse trasferito sul feudo di Trebisacce e dunque conferito direttamente al marito. Nel 1655 Filippo IV concesse formale assenso alla richiesta e Ippolita e Andrea Petagna poterono fregiarsi del rango di Principi di Trebisacce. Il principato di Torrepadula veniva pertanto cancellato dagli elenchi nobiliari napoletani.
A sua volta, la linea principesca di Trebisacce scomparve dopo un secolo e mezzo, quando cioè si estinse del tutto la famiglia veneziana dei Correr, che aveva ereditato il feudo per successione dai Petagna.
Per circa un secolo dopo questi accadimenti, gli esponenti casoriani della famiglia condussero una vita ritirata dedicata alla cura dei propri possedimenti.
Nel 1860, verrà riconosciuta la loro diretta discendenza da Carlo I e il titolo tornerà a Giovanni come VIII principe di Torrepadula.

#### Quattro giuristi e cinque parlamentari
Alla fine del Settecento si mise invece in evidenza Marco (*1770), discendente in linea di retta da Giovanni, giudice della Gran corte della Vicaria e poi Consigliere della Gran Corte Criminale.
Marco Rocco sposò la baronessa Orsola Perillo: dei loro cinque figli, quattro si diedero alla giurisprudenza e risultarono giuristi di chiara fama:
- Giovanni (*1806-†1864), fu dapprima giudice nella Gran Corte de' Conti, istituita in luogo della Camera della Sommaria, e divenne poi Sostituto Procuratore del Re a Palermo, nel 1842. Tornato a Napoli, fu nominato, nel 1856, Procuratore Generale della Gran Corte. Ferdinando II lo nominò nel 1859 Cavaliere di grazia del Sacro Militare Ordine Costantiniano di San Giorgio, mentre Francesco II - negli ultimi giorni del Regno delle Due Sicilie - gli conferì l'incarico di formare un governo, l'ultimo dell'epoca borbonica. Ma Giovanni declinò la proposta, un po' perché esitante nel lasciare gli incarichi prestigiosi rivestiti, e un po' per l'intempestività dell'offerta, approssimandosi ormai il settembre 1860 ed i vari plebisciti di annessione delle Due Sicilie al Regno d'Italia. Appassionato cultore di arte e scavi, negli ultimi anni della sua vita fu eletto vicepresidente dell'Accademia Reale Ercolanense di archeologia, lettere e belle arti di Napoli[50]. Inoltre, Giovanni si impegnò a fondo per ricostruire il blasone familiare, a partire dal riconoscimento giuridico dell'atto di rinuncia e cessione del titolo principesco voluto da Carlo nel 1649. Nel luglio 1860, il Tribunale di Napoli riconobbe la legittimità della discendenza e sancì il diritto di Giovanni a fregiarsi del titolo di ottavo Principe di Torrepadula[53];
- Nicola[54] (*1811-†1877) è considerato a buon diritto il padre fondatore del Diritto civile internazionale per aver pubblicato nel 1837, a soli ventisei anni, "Dell’uso e autorità delle leggi del Regno delle Due Sicilie considerate nelle relazioni con le persone e col territorio degli stranieri", subito accolto da lusinghiere recensioni in patria e all'estero. Anch'egli esercitò l'incarico di giudice della Gran Corte criminale e fu poi nominato Sostituto Procuratore presso il tribunale civile di Palermo. La sua carriera proseguì anche dopo l'unità d'Italia con l'incarico di Presidente della Corte d'Appello di Napoli[55] e presidente dell'Accademia Reale;
- Gennaro (*1814-†1899) condivise con i fratelli la brillante carriera in magistratura, arrivando a ricoprire le cariche di Procuratore del Re presso il tribunale civile di Napoli e di Sostituto procuratore generale presso la Corte d'Appello della capitale del regno. Appassionato di filosofia, pubblicò alcune opere critiche come l'"Elogio storico di Giambattista Vico" del 1844 e i "Pensieri sulla storia civile dell’Italia nuova" del 1897;
- Giuseppe (*1815-†1884), docente di diritto amministrativo e diritto civile presso il Ministero delle Finanze borbonico, fu considerato tra i massimi amministrativisti napoletani, per la pubblicazione dei volumi "Quistioni di diritto amministrativo" del 1860 e "La filosofia del diritto amministrativo e delle leggi che lo conservano" del 1867.  La generazione successiva, ormai in piena epoca sabauda, fu notevolmente impegnata in politica:
- Marco (*1848-†1916), figlio di Nicola, fu eletto alla Camera dei Deputati ininterrottamente dalla XV alla XXI legislatura, dal 1882 al 1904[56]. Non appartenendo alla linea ereditaria del titolo principesco, assunse il titolo di Conte Rocco di Torrepadula;
- Pietro (*1851-†1898), figlio di Gennaro, fu Deputato della XV legislatura (1882-1886)[57];
- Marco (*1859-†1938), figlio di Giovanni, rimase in Parlamento per la XXII e XXIII legislatura (1904-1913) e fu nello stesso periodo anche Sindaco di Casoria[58];
- Marco (*1887-†1943), figlio di Pietro, fu Deputato per la XXV e XXVI legislatura (1904-1913)[59].

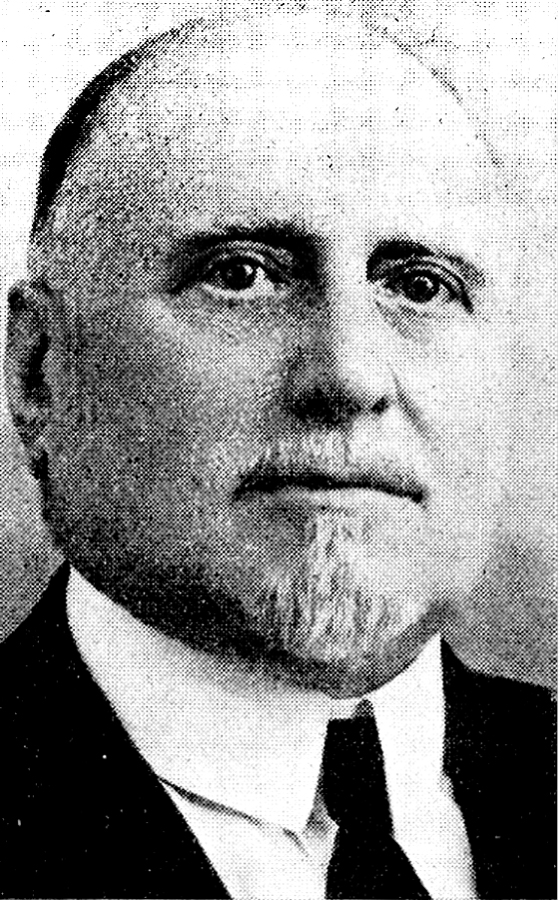
On. Marco Rocco (XV-XVI-XVII-XVIII-XIX-XX-XXI legislatura del Regno d'Italia)
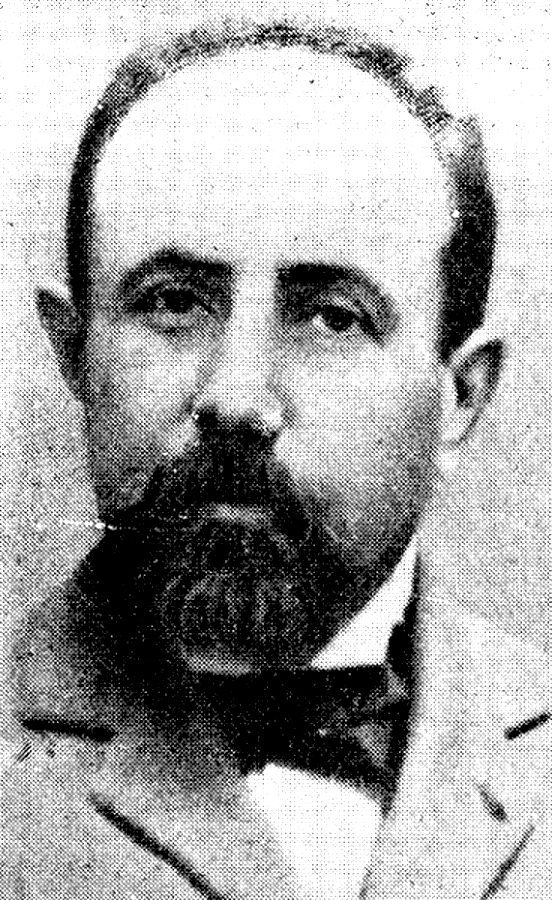
On. Pietro Rocco (XV-XVI legislatura del Regno d'Italia)
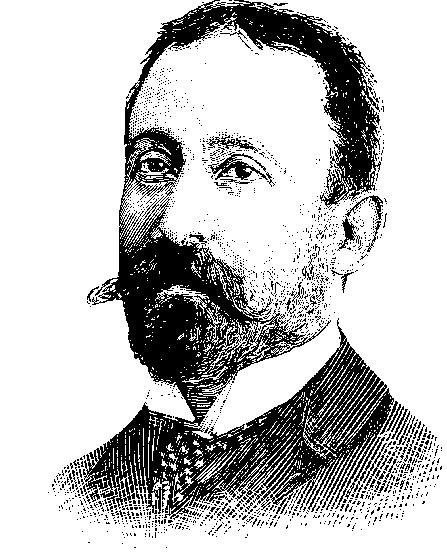
On. Marco Rocco (XXII-XXIII legislatura del Regno d'Italia)
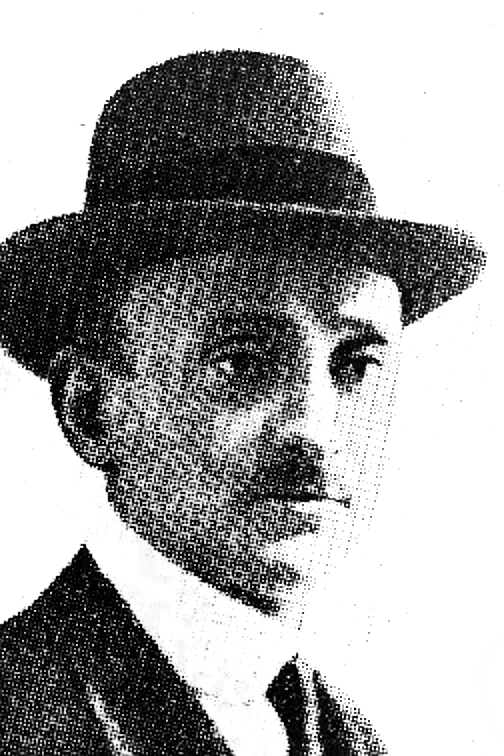
On. Marco Rocco (XXV-XXVI legislatura del Regno d'Italia)

Più tardi, nel 1949, anche Luigi (*1894-†1951), figlio di Giovanni fece la sua esperienza parlamentare nella I legislatura repubblicana (1949-1952), reggendo anche, al pari dei suoi cugini, il Municipio di Casoria.

#### Vicissitudini di un titolo nobiliare in epoca sabauda (1860-1936)
Il riconoscimento del titolo di Principe di Torrepadula ottenuto dalla famiglia Rocco nel 1860 non fu automaticamente confermato dopo l'annessione del Regno delle Due Sicilie al Regno d'Italia, l'anno successivo. Si ritiene per una sorta di ostilità di parte della nobiltà napoletana verso l'unica famiglia non estinta che ha dato il proprio nome al proprio Seggio (quello dei Rocchi di Sommapiazza), e dei Sabaudi a causa dei suoi storici legami con casa Borbone (come ricorda lo storico Raffaele de Cesare nel suo libro "La fine di un regno": "Questi Rocco, uomini di valore, erano devotissimi ai Borboni"). Solo nel 1925, con Regio Decreto dell'11 giugno di quell'anno, i Rocco si videro riconoscere il titolo di "Nobile". Si dovette invece attendere il 1936, quando Vittorio Emanuele III, con Regio Decreto motu proprio del 13 gennaio, rinnovò il titolo principesco sul cognome "ai discendenti legittimi e naturali, maschi da maschi in linea e per ordine di primogenitura, da Marco Rocco, VII principe di Torrepadula nato nel 1770".
Con l'entrata in vigore della Costituzione repubblicana (XIV disposizione transitoria) i titoli nobiliari non venivano più riconosciuti dall'ordinamento statale.
È utile ricordare che il 20 maggio 1954 il Tribunale civile di Roma su richiesta dell'XI principe Giuseppe Rocco (n. 1883) riconobbe alla sua famiglia l'uso esclusivo del predicato di Torrepadula in risposta ad un reiterato caso di uso improprio da parte di un'altra famiglia.

### Il ramo di Lettere
Nella seconda metà del Cinquecento, Claudio Rocco del Seggio di Montagna trasferì la sua residenza a Lettere, cittadina alle falde dei Monti Lattari. L'appartenenza di Claudio alla linea principale della famiglia - controversa per alcuni - era stata certificata già dal 1664 da uno dei figli di Cesare Rocco, il "Diffinitore generale perpetuo" dei frati Conventuali Fra Gennaro, che aveva rilasciato regolare attestazione di parentela per consentire ai discendenti di Claudio di poter usufruire dei benefici riservati ai nobili cittadini.
Il nome di Claudio Rocco compare per la prima volta a Lettere in un verbale di adunanza del Sedile dei Nobili cittadini del 4 settembre 1572, convocata per nominare il nobile "eletto" che affiancava il sindaco nella gestione amministrativa cittadina. Da quel momento in poi, i discendenti di Claudio saranno presenti ininterrottamente nel corpo dei nobili della cittadina, fino all'inizio dell'Ottocento, ovvero fino ai radicali cambiamenti imposti alle organizzazioni municipali nel periodo murattiano.

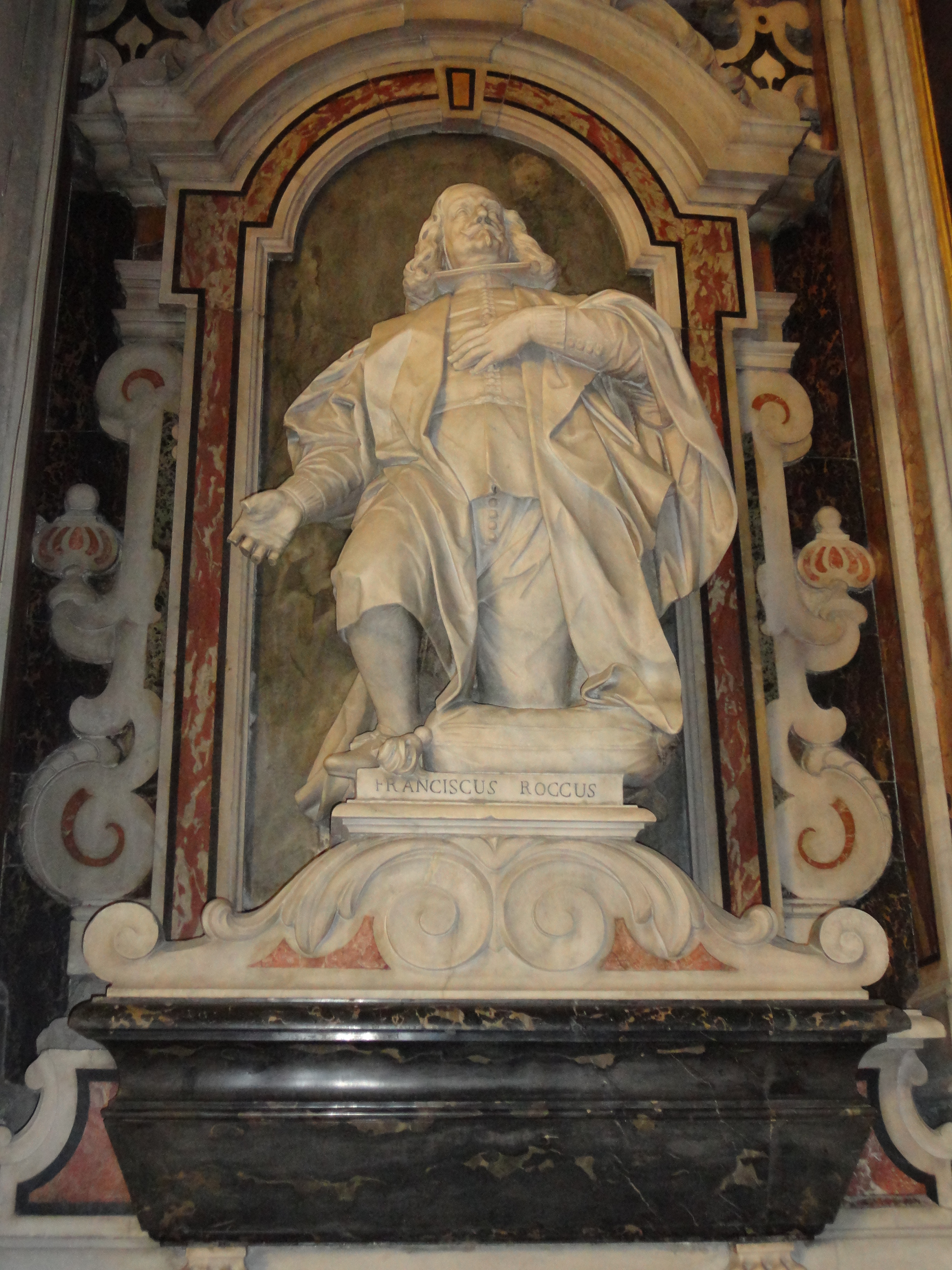
Monumento funebre a Francesco Rocco, presso la Chiesa della Pietà dei Turchini in Napoli

I Rocco di Lettere potevano fregiarsi dei titoli di "Patrizio di Lettere" e, dal 1701, anche di "Nobili di Castellammare", a seguito dell'accoglimento dell'istanza avanzata da alcuni pronipoti di Claudio. Tali prerogative furono confermate nel 1780 dalla Real Camera di Santa Chiara.
Gli esponenti più in vista furono:
- Francesco (*1629 – †1706), giurista di enorme fama, magistrato della Vicaria e Regius Consiliarius. È ricordato come uno dei maggiori esperti nel campo del diritto mercantile,  avendo scritto "Responsorum legalium cum decisionibus centuria prima ac secunda", pubblicato in due tomi, ognuno contenente oltre cento responsa in materia di diritto privato, marittimo e commerciale.  La prima edizione risale al 1655, ma il testo venne integralmente ripubblicato nel 1702. È inumato nella Chiesa della Pietà dei Turchini, all'interno della cappella gentilizia di famiglia del ramo di Lettere, decorata da opere di Andrea e Nicola Vaccaro;
- Giovanni Battista, figlio di Francesco, esperto di Diritto feudale presso l'Università napoletana e poi, da esperto di diritto tributario, fu Presidente della Regia Camera di Santa Chiara[64];
- Emanuele (*1811-†1892), fu un noto letterato "che mantenne con decoro il lustro avito, che rende ancora più splendido con la cultura dell'ingegno"[26], studioso di cose napoletane, autore di trattati sulla letteratura classica greca e latina.[66]

### Il ramo di Lucera
Il debutto della famiglia Rocco nel Tavoliere delle Puglie avvenne per la prima volta con Decio (†1610) che, come si è detto, nell'ultimo quarto del XVI secolo fu "Preside e Governatore di Capitanata e Contado di Molise", il cui capoluogo era Lucera.
La stanzialità in Capitanata di un ramo della famiglia si ebbe invece una generazione più tardi, come attesta Berardo Candido Gonzaga, quando segnala che fu Giuseppe Rocco, all'inizio del Seicento, militare di professione ("Capitano a Guerra") a portarsi nella città di Lucera, dove "fu graduato delle sessanta some di terraggio e stabilì la sua famiglia".
Il cosiddetto "terraggio lucerino", ovvero la concessione a lungo termine di porzioni del territorio demaniale della città regia di Lucera, era una pratica risalente all'inizio del Trecento, inaugurata da Carlo II d'Angiò per cercare di stimolare la rinascita di questa regione, al termine di un lungo periodo di dominazione saracena. Nel 1353, Giovanna I regolamentò in maniera più complessa la materia, stabilendo che le dimensioni dei fondi oggetto di concessione variassero in funzione della classe di appartenenza dei destinatari.  I "nobilissimi cittadini" ovvero titolari di patriziato, avevano diritto appunto a "sessanta some" di terraggio, dove ciascuna soma era equivalente a tre versure: quindi un latifondo di oltre 220 ettari per ciascuna famiglia patrizia.
La presenza dei Rocco tra i "sessantisti" di Lucera (come erano chiamati i nobili destinatari delle sessanta some) è confermata, oltre che da Candida Gonzaga, anche dai coevi D'Amelj e Padiglione, nonché da studi più recenti.
Fu tuttavia una presenza fugace: già nei registri delle graduazioni della seconda metà del XVII secolo non vi è più traccia di esponenti della famiglia.

## Arma

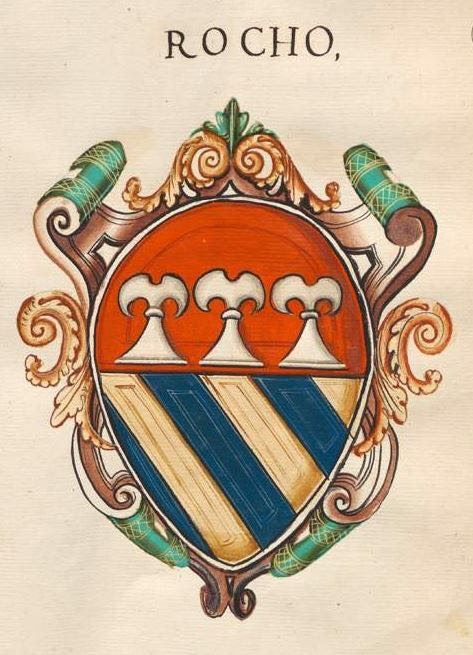
Rocco del Seggio di Montagna (1550), "Insignia Neapolitanorum", Bayerische Staatsbibliothek, Monaco
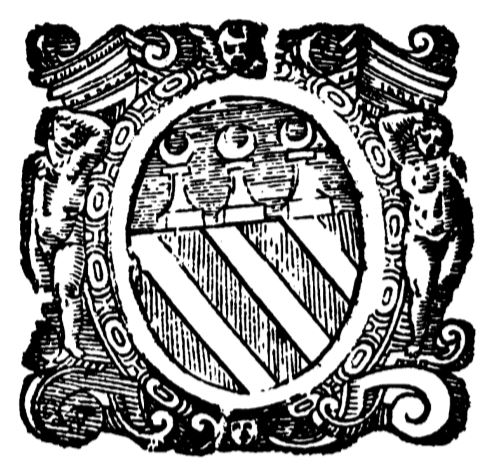
Rocco del Seggio di Montagna (1601), "Descrittione del Regno di Napoli", di Scipione Mazzella
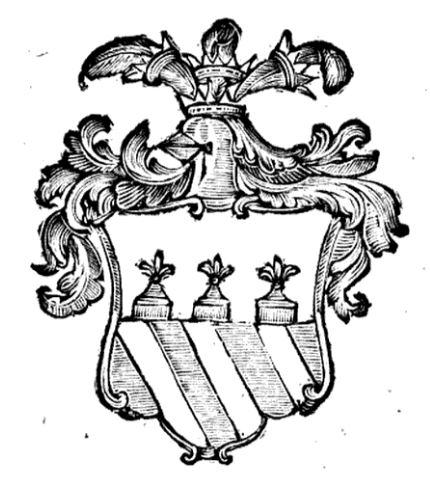
Rocco dei Principi di Torrepadula (1644), "Dell'origine e fundatione dei seggi di Napoli", di Camillo Tutini
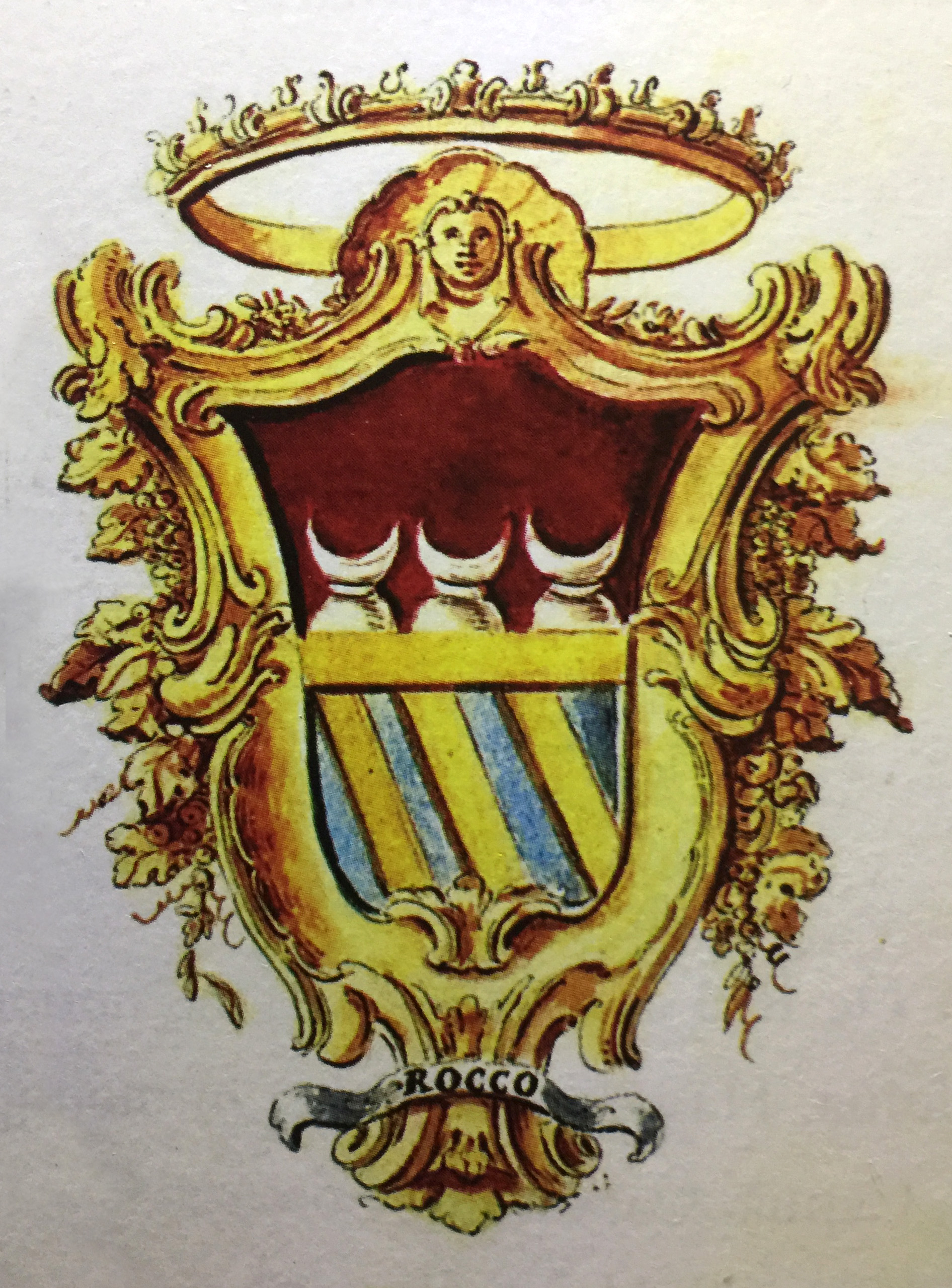
Rocco, Patrizi di Lettere (1600 circa), "Manoscritto X A 40", Biblioteca Nazionale "Vittorio Emanuele III", Napoli
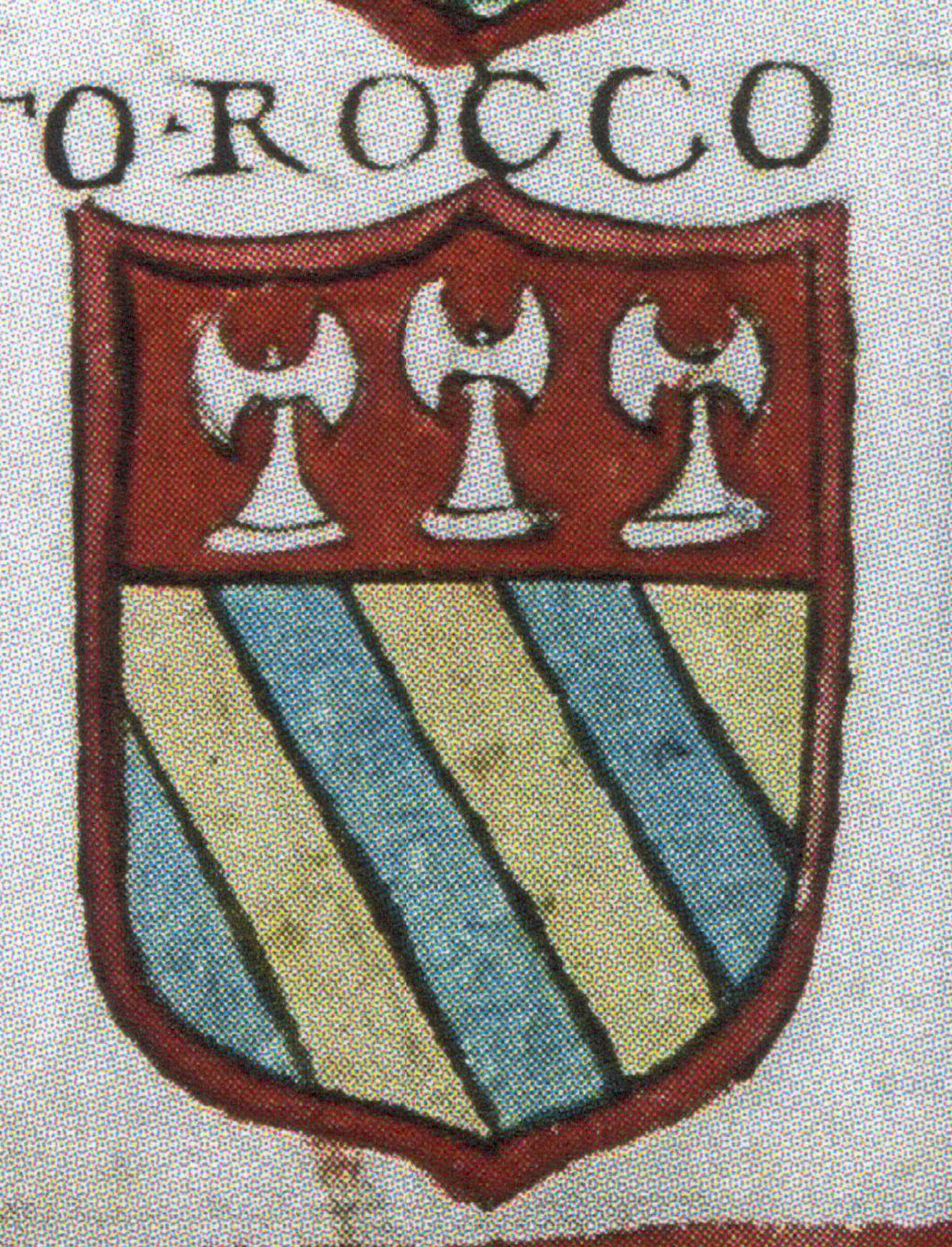
Rocco del Seggio di Montagna (1650 circa), "Manoscritto X A 45", Biblioteca Nazionale "Vittorio Emanuele III", Napoli
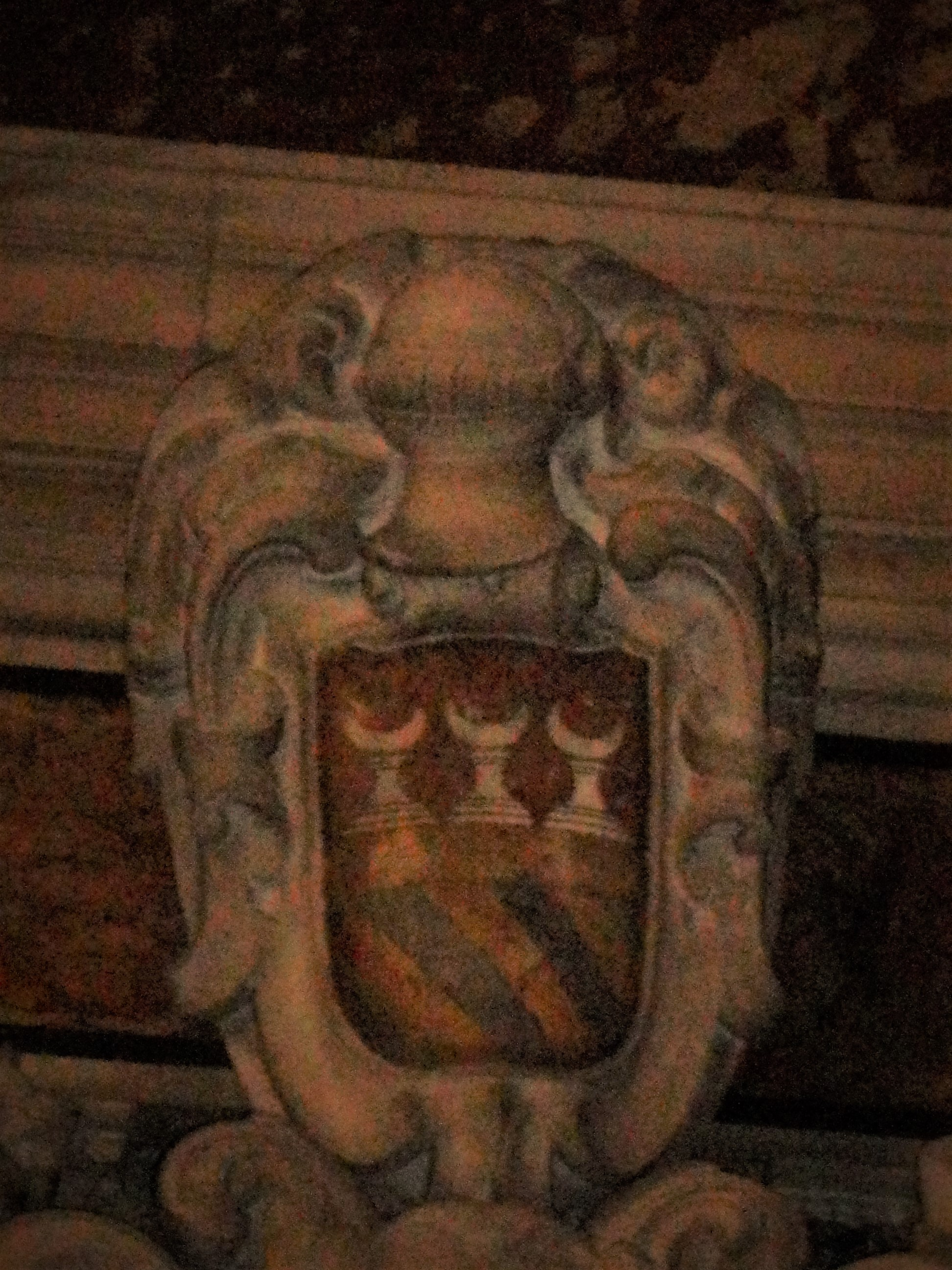
Rocco, Patrizi di Lettere (1706), Cappella di S.Anna, Chiesa della Pietà dei Turchini, Napoli
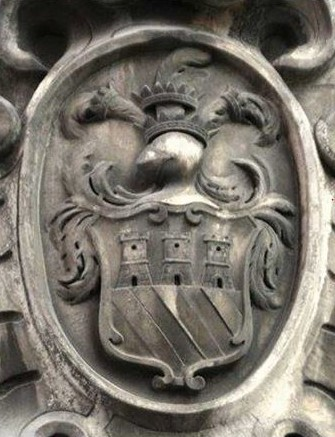
Rocco dei Principi di Torrepadula (1750 circa), Portale di Palazzo Rocco, Casoria
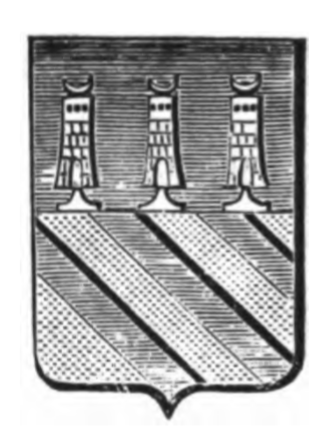
Rocco del Seggio di Montagna (1875), "Memorie delle famiglie nobili delle province meridionali d'Italia", di Bernardo Candida Gonzaga
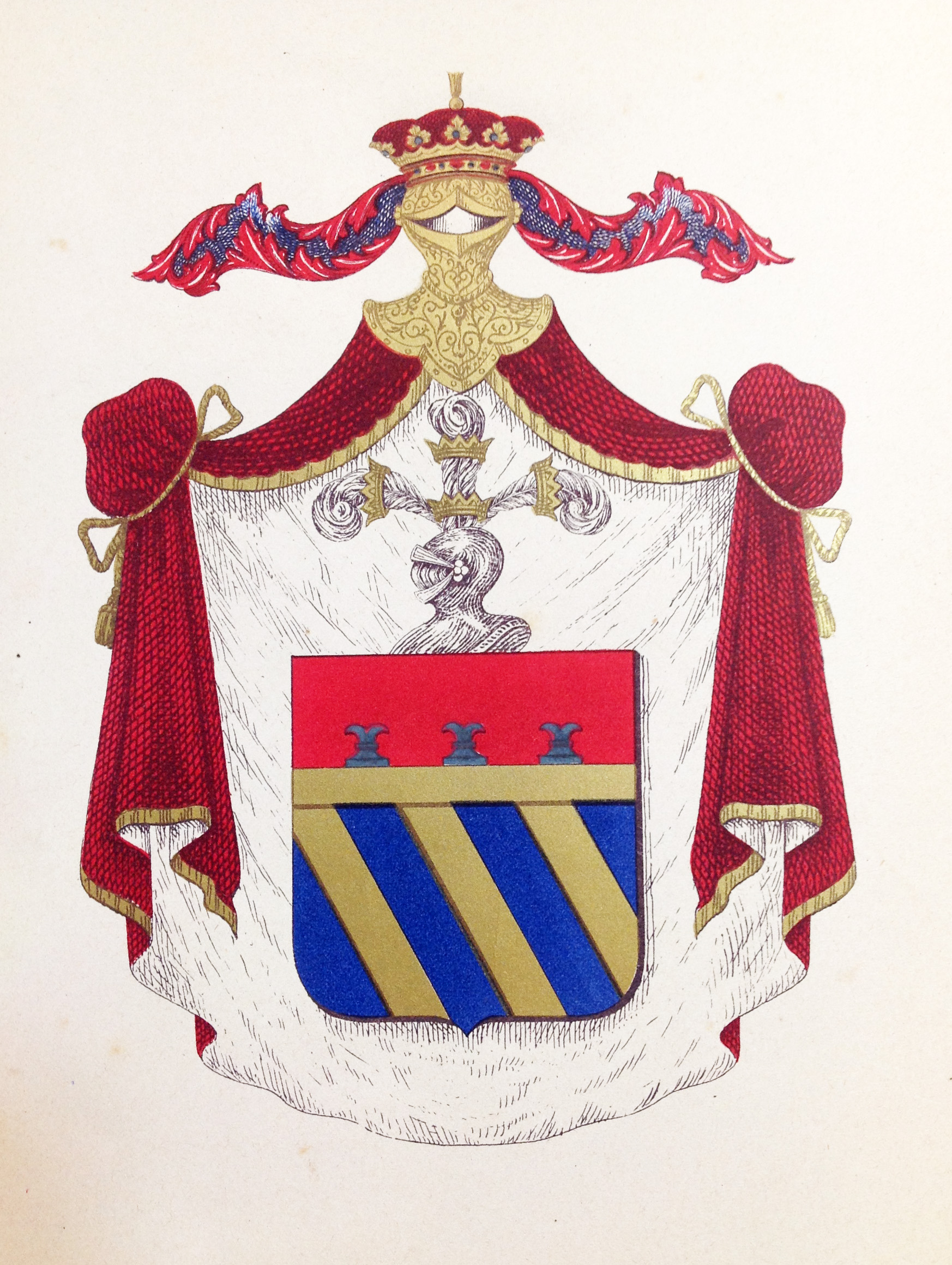
Principi Rocco di Torrepadula (1860), "Della Casa Rocco", di Carlo Padiglione[73] e Consulta Araldica del Regno
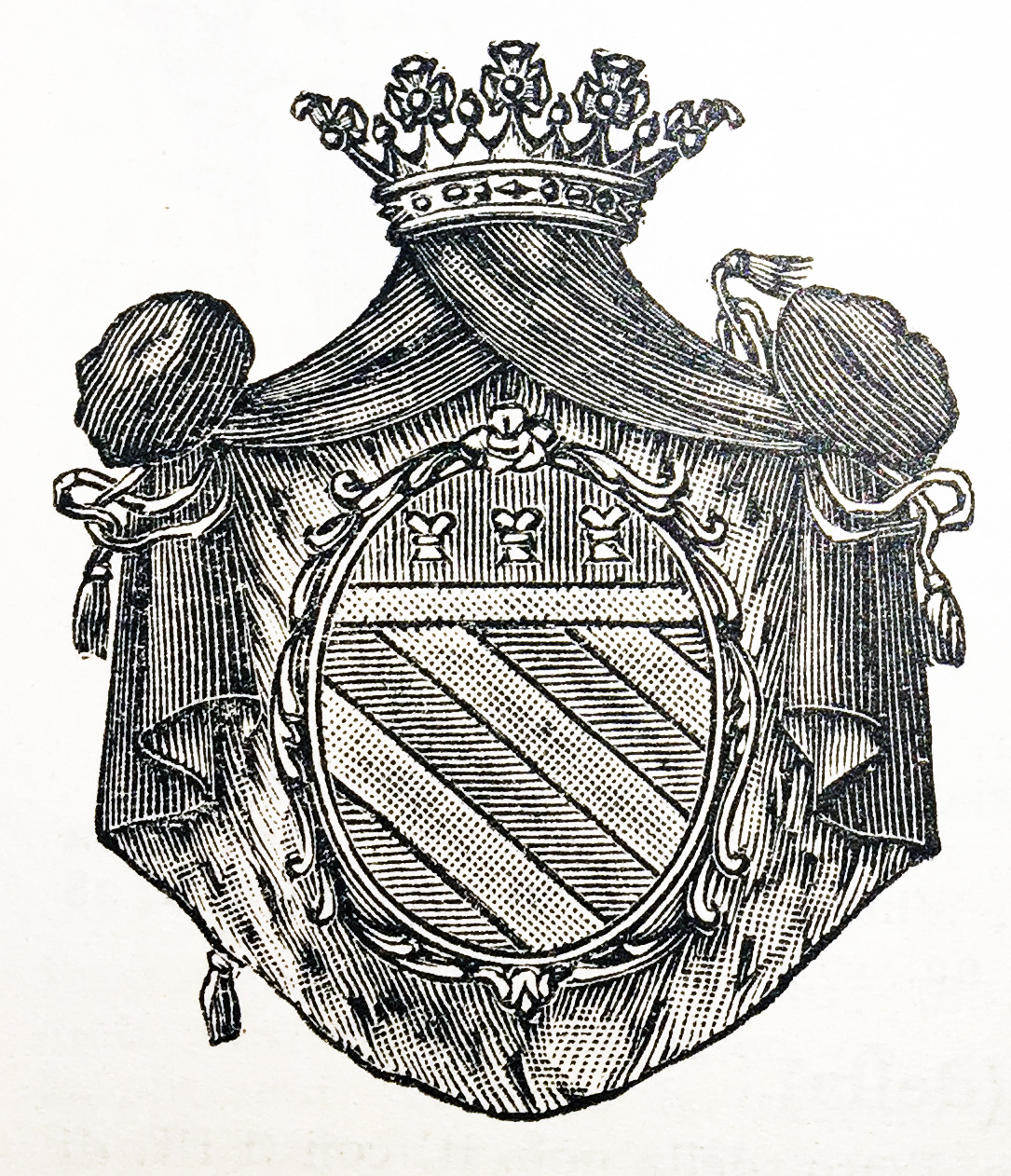
Principi Rocco di Torrepadula, Libro della nobiltà italiana 1937-39[74] stemma per utilizzo semplificato

### Rocco del Seggio di Montagna
Blasonatura: Di azzurro con tre bande d'oro al capo di rosso, caricato di tre rocchi d'argento posti in fascia.
Le prime raffigurazioni dello stemma della famiglia Rocco sono visibili presso le tombe cinquecentesche presenti nella Basilica napoletana di San Lorenzo Maggiore.
Il campo azzurro con tre bande d'oro si riferisce ai colori della monarchia angioina, in particolare allo stemma di Borgogna antica e quindi alla figura di Margherita di Borgogna, seconda moglie di Carlo I d'Angiò, sotto la cui protezione si posero i capostipiti della famiglia, Guido e Filippo Rocco.
Ancora oggi, lo stemma del Regno delle Due Sicilie riporta quei colori in alcune partizioni del proprio blasone, comuni anche ad altre famiglie napoletane che gravitarono nell'ambito della corte angioina, come i Sersale, i Pagano, gli Aldimari, i Gattula, i Muscettola.
Il capo di rosso, caricato di tre rocchi d'argento posti in fascia, fa dell'arma dei Rocco un tipico "stemma parlante" ossia dove il nome della figura principale caratterizzante l'insegna coincide con quello della famiglia: il rocco di scacchiera, "termine utilizzato in araldica per indicare la torre degli scacchi".
Il termine "rocco" deriva dal persiano “rukh”, antico carro da guerra recante una sovrastruttura turrita utilizzata per lo scavalcamento delle mura delle città assediate; non a caso, la torre degli scacchi (in inglese rook, in spagnolo roque) era intesa non come “rocca”, ovvero parte di una fortezza, ma come macchina da guerra, uno strumento di attacco dinamico al pari di alfiere e cavallo.
Il segno grafico convenzionale del rocco era la figura delle “due corna (o due rostri) sopra un piede" e mantenne tale forma nella simbologia scacchistica, come in quella araldica, fino a tutto il Settecento.
Successivamente, la modernizzazione delle forme grafiche portò il rocco ad assumere il disegno della torre vera e propria.

### Rocco di Torrepadula
Blasonatura: Di azzurro con tre bande d'oro ed il capo di rosso, caricato di tre rocchi d'argento posti in fascia, cucito sostenuto da una fascia pure d'oro.
Le caratteristiche dell'arma sono efficacemente descritte da Carlo Padiglione, nel suo "Della Casa Rocco e del diritto che ha di fregiarsi del titolo di Principe di Torrepadula"
Le penne, che tremole son ma salde e benché mosse dal vento, non però ne son portate via dal soffio, indicano fermezza contro qualsiasi avverso suggerimento e quindi accennano all'attaccamento che ebbe ai re aragonesi Giacomo Rocco, che insieme con le quattro corone primo le usò a mostrare la sua fedeltà ai quattro re di Casa d'Aragona, dei quali era stato ambasciatore in Turchia e in Egitto, rappresentandoli presso quelle Corti con senno, prudenza e dignità cavalleresca. 
L'intero stemma è raccolto sotto un manto sormontato dall'elmo con corona principesca. Il manto è di velluto di porpora soppannato di seta bianca e bordato d'oro. L'elmo è tutto d'oro, rabescato, posto di fronte e semiaperto, senza alcuna graticella, colla visiera alta a metà e colla gorgieretta.
La corona è un cerchio d'oro, tempestato di gemme di varii colori, brunito ai margini, sostenente cinque fioroni d'oro, di cui i due ultimi laterali in profilo, caricati ciascuno da una perla nel cuore: essa corona cinge la base di un tòcco di velluto color di porpora, sormontato da un fiocco d'oro a pennello»

### Rocco di Lettere
Blasonatura: Di azzurro con tre bande d'oro al capo di rosso, caricato di tre rocchi d'argento posti in fascia, sostenuto da una fascia pure d'oro. Sormontato da corona del Patriziato.

## Famiglie apparentate

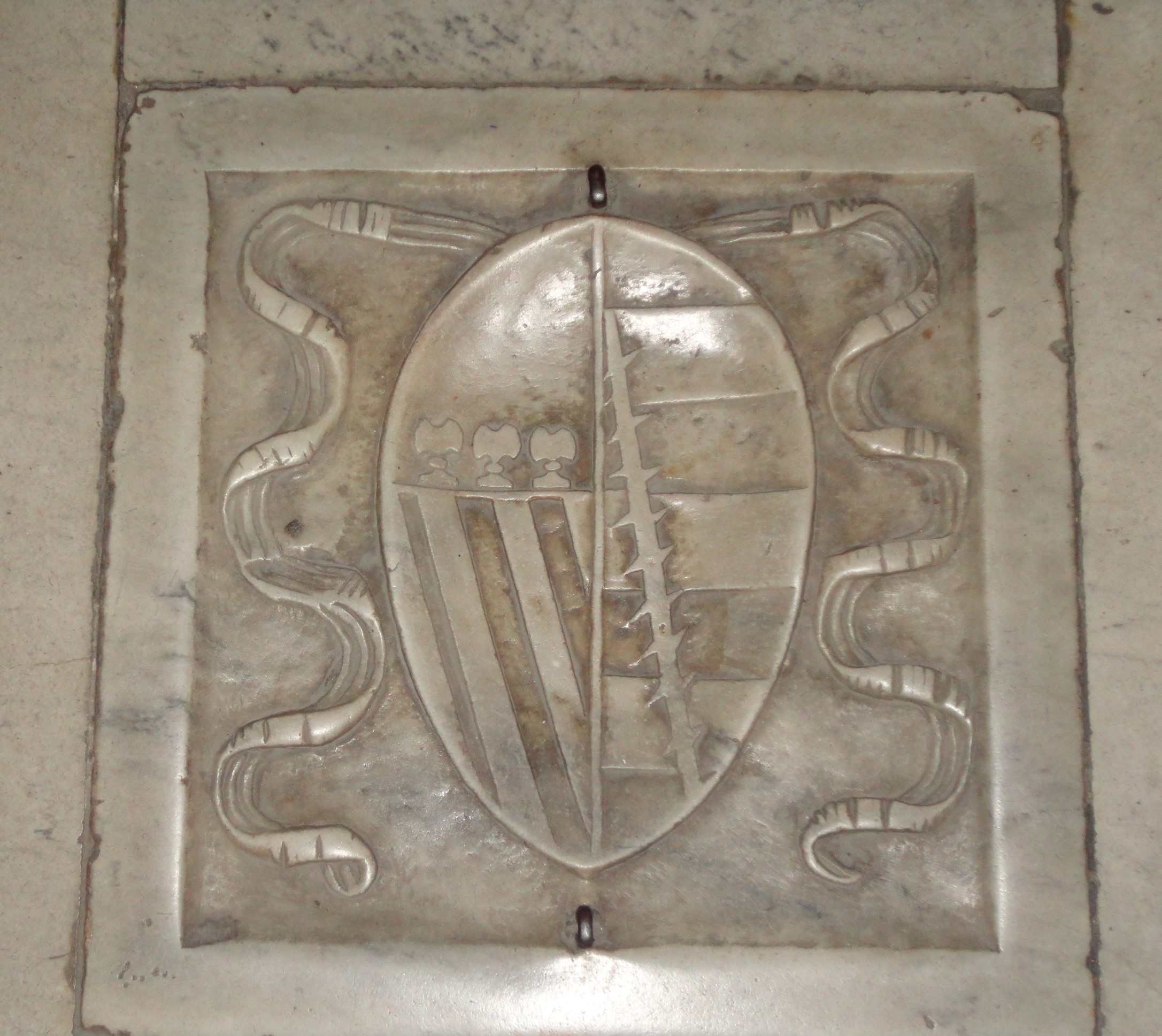

Ajossa — Andreassi — Buccino Grimaldi — Caracciolo — Carafa — Carbone — Coppola — Coscia — D'Evoli — Ferrillo — Frezza- Foglia — Gambacorta — Gattola — Grassi — Leonetti — Lottieri — Migliore — Molosachia —Mormile — Nocera/Di Nocera — Palmieri — Perillo —  de Petris — Pignatelli — Pisanelli — Piscicelli — del Pezzo — Ricciardi — Rossi del Barbazzale — Sambiase — Sanfelice — di Sangro — Sansone — Santangelo — Sersale — di Tarsia — di Thiene — Trigona.